# 哈基姆·傑弗里斯
哈基姆·薩庫·傑福瑞斯（英語：Hakeem Sekou Jeffries，/ˌhɑːˈkiːm/，1970年8月4日—）是一名美國政治人物和律師，現任美國眾議院少數黨領袖和眾議院民主黨黨團領袖。自2013年起代表紐約州第八國會選區，主要在布魯克林區南部和東部。
在2012年當選為國會議員之前，傑福瑞斯曾在紐約州議會擔任過三屆議員，代表第57區，並擔任過公司律師。
杰弗里斯出生并成长于纽约市布鲁克林区的冠冕嶺。他曾就读于纽约大学法学院，以优异成绩毕业，并成为一名公司律师，之后竞选公职。他的州议会选区和国会选区均位于布鲁克林。
他在2019年至2023年期間擔任眾議院民主黨黨團主席，並於2022年11月在沒有競爭對手的情況下當選為黨團領袖，接替南西·裴洛西。这使他成为第一位在美国国会两院担任政党领袖的非裔美国人。

## 政策
他被认为是中间派，与温和派共和党人和民主党左翼保持着良好的关系。 在第117届国会中，他的投票与乔·拜登总统的立场一致。
杰弗里斯支持更严格的枪支管制，并禁止基于性取向和性别认同的歧视。他也是以色列权利的坚定支持者，被认为是众议院中最支持以色列的民主党人。

## 外部連結
- 紐約眾議員哈基姆·傑弗里斯 （页面存档备份，存于）
- 官方競選網站 （页面存档备份，存于）
- C-SPAN內的頁面（英文）
- 中的“哈基姆·傑弗里斯”
- 美國國會國家人物傳記大辭典中的傳記
- 由華盛頓郵報維護的投票記錄
- 智慧投票计划中的傳記、投票紀錄及利益集團評級
- 聯邦選舉委員會中的競選財務報告和數據

| 纽约州众议院             | 纽约州众议院                                                                           | 纽约州众议院             |
| ------------------------ | -------------------------------------------------------------------------------------- | ------------------------ |
| 前任者： 羅傑·L·格林     | 紐約州議會議員 來自第57選區 2007年－2012年                                             | 繼任者： 沃爾特·T·莫斯利 |
| 美国众议院               |                                                                                        |                          |
| 前任者： 傑羅德·納德勒   | 美國眾議院議員 來自紐約州第8選區 2013年－至今                                          | 現任                     |
| 政党职务                 |                                                                                        |                          |
| 前任者： 史提夫·伊斯雷爾 | 眾議院民主黨政策及通訊委員會主席 2017年－2019年 與雪莉·布斯托斯、大衛·西西里尼同時在任 | 繼任者： 大衛·西西里尼   |
| 前任者： 約瑟夫·克勞利   | 眾議院民主黨黨團主席 2019年－2023年                                                    | 繼任者： 皮特·阿圭拉     |
| 前任者： 凱文·麥卡錫     | 眾議院少數黨領袖 2023年－至今                                                          | 現任                     |
| 美國排位名單             |                                                                                        |                          |
| 前任者： 賈里德·哈夫曼   | 按資歷排位的美國代表 第134位                                                           | 繼任者： 大衛·喬伊斯     |